# موريس كوغلر
موريس كوغلر (بالإسبانية: Maurice Kugler)‏ هو اقتصادي كولومبي، ولد في 1967.